# Verbos da língua francesa
Os verbos da língua francesa são uma área complexa da gramática francesa, com um esquema de conjugação que permite três modos finitos (cada um podendo ter de dois a cinco tempos sintéticos), três modos não-finitos ou nominais, três vozes e três aspectos. Há também verbos irregulares que se conjugam anormalmente.

## Conjugação
Verbos franceses são conjugados pela adição de desinências (sufixos que indicam a conjugação do verbo) aos radicais (o núcleo do verbo). Na primeira e na segunda conjugações, o radical é facilmente identificável a partir do infinitivo e permanece essencialmente constante ao longo do paradigma. Por exemplo, o radical de parler ("falar") é parl- e o radical de finir ("finalizar") é fin-. No terceiro grupo, a relação entre a forma infinitiva e o radical é menos consistente e vários radicais diferentes são precisos para se produzir todas as formas do paradigma. Por exemplo, o verbo boire ("beber") tem os radicais boi-, boiv- e buv-. (Je bois, nous buvons, ils boivent)
A desinência depende do modo, do tempo e da voz do verbo, assim como da pessoa e do número do sujeito. Toda conjugação exibe um certo grau de sincretismo, na qual a mesma forma (homófona e também possivelmente homógrafa) é usada para distintas combinações de feições gramaticais. Isso mais se percebe com os verbos -er. Por exemplo, a forma conjugada parle pode ser a 1ª ou a 3ª pessoa do singular do presente do indicativo ou do subjuntivo do verbo parler, ou o imperativo familiar. Além disso, embora sejam diferentes na escrita, pronunciam-se da mesma maneira parle, parles (2ª pessoa do singular do presente do indicativo/subjuntivo) e parlent (3ª pessoa do plural do presente do indicativo/subjuntivo), exceto em caso de liaison. A prevalência do sincretismo nos paradigmas de conjugação é uma explicação funcional para o fato de que o francês não permite sentenças com sujeito elíptico, em contraste com a maioria das demais línguas românicas.

### Classificação
A não ser por être e avoir, considerados como categorias em si próprios, verbos franceses são tradicionalmente agrupados em três conjugações:
- A primeira classe consiste de todos os verbos com infinitivos terminados em -er, exceto pelo verbo irregular aller e os verbos irregulares envoyer e renvoyer[2]; os verbos desta conjugação, os quais juntos constituem a grande maioria dos verbos franceses, são todos conjugados similarmente, embora haja algumas subclasses com pequenas diferenças devido a considerações ortográficas e fonológicas.
- A segunda classe consiste de todos os verbos com infinitivo em -ir ou em -ïr e particípio presente em -issant ou em -ïssant, assim como o verbo maudire. Há cerca de mais de 300 desses verbos, todos conjugados identicamente, com algumas pequenas exceções.  O -iss- ou o -ïss- visível em boa parte da conjugação deles é um reflexo do infixo incoativo -isc-/-esc- do Latim, mas nada retém de sua semântica aspectual.
- A terceira classe consiste de todos os outros verbos: aller, (r)envoyer, alguns verbos em -ir, todos os verbos em -oir e todos os verbos em -re. Embora ela contenha alguns dos verbos mais comuns, essa classe é bem menor comparada às outras duas. Pertencer a essa classe não implica ter uma mesma norma de conjugação. Nessa classe simplesmente foram ajuntados todos os verbos que não se encaixavam nas outras duas, exceto por être e avoir que são casos a parte. Há cerca de 370 verbos nesse grupo, dos quais apenas um número bem menor continua em uso frequente.

## Modos
Os verbos franceses têm três modos não-finitos (les modes impersonnels): infinitivo (l'infinitif), particípio (le participe) e gerúndio (le gérondif). Também têm três modos finitos (les modes personnels): indicativo (l'indicatif), imperativo (l'impératif) e subjuntivo (le subjonctif). As regras que determinam qual é o modo correto a ser aplicado são complexas, mas a tabela seguinte procura simplificá-las e resumi-las:
| Indicativo | - usado em geral nas orações independentes - usado em sentenças afirmativas, negativas e interrogativas - usado em orações subordinadas em que a ação é dada como fato certo - usado quando nenhum outro modo se aplica                    | - « Où êtes-vous ? » ("Onde estais vós?") - « Je suis ici. » ("Eu estou aqui.") |
| Imperativo | - usado em comandos e pedidos - somente possível com a primeira pessoa do plural, com a segunda pessoa do singular ou com a segunda pessoa do plural - o sujeito é implícito - usado quase exatamente como em português                    | - « Fais tes devoirs ! » ("Faça seus deveres!") |
| Subjuntivo | - usado em muitas orações subordinadas - usado para expressar um evento duvidoso, desejável ou requisitado - usado para expressar um evento para o qual a reação é mais importante - usado para expressar um imperativo de terceira pessoa | - « Il se peut qu'il vienne demain. » ("Pode ser que ele venha amanhã.") - « J'ai demandé qu'il parte. » ("Pedi que ele partisse.") - « Je suis heureux qu'il soit venu. » ("Estou feliz que ele tenha vindo.") - « Vive le roi ! » ("Viva o rei!") |

Muitos linguistas reconhecem um quarto modo, o modo condicional (le conditionnel), o qual se usa quase exatamente como o futuro-do-pretérito em português. Em francês, « Je le ferais si j'avais assez de temps » é "Eu o faria se eu tivesse tempo suficiente" em português. Outros linguistas consideram que o condicional seja apenas um tempo do modo indicativo. Essa disputa em nada se refere às regras de uso do condicional.
..
.

## Tempos e aspectos

### Modo indicativo
O modo indicativo tem cinco tempos simples: presente (le présent), passado simples (le passé simple), imperfeito (l'imparfait), futuro (le futur) e condicional (le conditionnel). Como notado acima, a classificação do condicional como um tempo do indicativo ou como um modo próprio não interfere com as regras para seu uso. Estão descritos na tabela abaixo os vários usos de cada tempo:
| Presente                          | - usado para descrever eventos habituais - usado para descrever verdades universais - usado às vezes para descrever eventos prestes a acontecer - usado em uma oração subordinada condicional quando a oração principal estiver no tempo futuro ou no modo imperativo - usado com frequência ao se narrar eventos históricos - usado para descrever eventos que estão acontecendo no presente - muito semelhante ao português, exceto que não há uma marca para o aspecto contínuo | - « Les mardis, je joue au tennis. » ("Nas terças, jogo tênis.") - « L'eau bout aux 100 °C au niveau de la mer. » ("A água ferve aos 100 °C ao nível do mar.") - « Demain, je joue au tennis avec Marc. » ("Amanhã, jogo tênis com o Marc.") - « Si je joue au tennis avec vous mardi, jouerez-vous aux échecs avec moi mercredi ? » ("Se eu jogo tênis com você na terça, você jogará xadrez comigo na quarta?") - « Le 3 septembre 1939, la France et le Royaume-Uni déclarent la guerre à l'Allemagne. » ("Em 3 de setembro de 1939, França e Reino-Unido declaram guerra à Alemanha.") - « En ce moment, je joue au tennis. » ("Neste momento, estou jogando/a jogar tênis.") |
| Passado simples                   | - usado para descrever eventos passados no aspecto perfeito ou aorista; isto é, com um senso de completude, com um começo e um fim definitivos - é um tempo usado muito mais na escrita do que na fala cotidiana | - « Et la lumière fut. » ("E fez-se a luz.") - « Il naquit en 1930 et mourut en 1998. » ("Ele nasceu em 1930 e morreu em 1998.") - « Hier, il plut. » ("Ontem, choveu.") - « Il rangea la salle tandis qu'elle faisait la vaisselle. » ("Ele arrumou a sala enquanto ela lavava os pratos.") |
| Imperfeito                        | - usado para descrever eventos passados no aspecto imperfeito; isto é, eventos passados contínuos, repetitivos ou habituais - usado com frequência para indicar que um evento ocorreu enquanto outro se passava - usado em uma oração subordinada condicional quando a oração principal estiver no tempo futuro-do-pretérito | - « Quand j'étais jeune, j'habitais à Paris. » ("Quando eu era jovem, morava em Paris.") - « Il rangea la salle tandis qu'elle faisait la vaisselle. » ("Ele arrumou a sala enquanto ela lavava os pratos.") - « Si je le savais, je te le dirais. » ("Se eu o soubesse, eu to diria.") |
| Futuro                            | - usado para descrever eventos futuros | - « Je le ferai demain. » ("Eu o farei amanhã.") |
| Condicional (futuro-do-pretérito) | - usado em uma oração principal quando a oração subordinada condicional está no tempo pretérito imperfeito - usado para descrever um evento passado pela perspectiva de um evento anterior a ele | - « Si je le savais, je te le dirais. » ("Se eu o soubesse, eu to diria.") - « Ils dirent que je réussirais. » ("Eles disseram que eu conseguiria.") |

Adicionalmente, o indicativo tem cinco tempos compostos (conjugações feitas através de um verbo auxiliar), cada um dos quais resulta da aplicação do perfeito (por exemplo, faço se torna tenho feito; fará se torna terá feito etc) a um dos tempos simples. As formas compostas indicam eventos anteriores aos das formas simples, por exemplo, « À ce moment-là, il se souvint de ce qu'il avait promis » ("Naquele momento, ele se lembrou do que havia prometido"). Diferente do português, o presente perfeito não indica uma ação que começou no passado e continua no futuro (por exemplo, tenho tentado falar com ela). Em francês, o presente perfeito apenas substitui o passado simples, cujo uso hoje se restringe à literatura e a discursos formais. Já que esse tempo composto é usado muito mais nesse sentido de passado do que em seu sentido original de presente perfeito, ele é normalmente chamado de passado composto (le passé composé). Outro tempo confinado à literatura e ao uso mais formal é o perfeito do passado simples (le passé antérieur), sem correspondente em português (ele teve feito não é uma construção possível em português), e em seu lugar o francês moderno utiliza o mais-que-perfeito (le plus-que-parfait), ou às vezes uma forma chamada surcomposé (literalmente, "supercomposto"), que é um composto do passado composto, resultando numa estrutura como « Je l'ai eu fait » (literalmente, "Eu o tenho tido feito").
Diferente do português, o francês não tem uma forma separada para o aspecto contínuo. Assim, ambos "eu o estou fazendo"/"estou a fazê-lo" (contínuo) e "eu o faço" (não contínuo) ganham a mesma expressão em francês: « Je le fais. » Contudo, essa informação pode ser normalmente tirada do contexto. Quando não, usa-se perífrase, por exemplo, a expressão être en train de [faire quelque chose] ("estar no meio de [fazer alguma coisa]") é comumente usada para demonstrar continuidade. No caso do tempo passado, a continuidade é indicada pelo imperfeito.
Como em português, o verbo aller ("ir") pode ser usado como um verbo auxiliar para criar um tempo futuro imediato (le futur proche). Por exemplo, "vou fazê-lo amanhã" seria « Je vais le faire demain ». Novamente como em português, o futuro imediato pode também ser conotado pelo presente: "Faço isso amanhã" seria « Je le fais demain ».
Diferente do português, o mais-que-perfeito é uma forma somente composta (em francês, é possível dizer "ele havia feito"), sem forma simples correspondente ("ele fizera" é uma construção inexistente em francês).

### Modo subjuntivo
O modo subjuntivo tem somente dois tempos simples: presente (le présent du subjonctif) e imperfeito (l'imparfait du subjonctif). Desses dois, somente o presente é usado hoje em dia. Assim como o passado simples do indicativo, o imperfeito do subjuntivo só se encontra em obras antigas ou literárias. O uso do subjuntivo é quase idêntico ao seu uso em português. Usa-se o presente em orações subordinadas cujas orações principais estejam no presente ou no futuro. Usa-se o imperfeito em orações subordinadas cujas orações principais estejam no passado.
À semelhança do indicativo, para cada tempo simples, o subjuntivo possui um tempo composto: o pretérito do subjuntivo (le passé du subjonctif) e o mais-que-perfeito do subjuntivo (le plus-que-parfait du subjonctif), cujo uso segue a mesma regra dos tempos simples dos quais eles se derivam.
O francês não possui o futuro do subjuntivo. Então, em frases nas quais em português esse tempo seria usado, em francês, usa-se o presente do subjuntivo.

### Outras formas verbais
Os tempos e aspectos das outras formas verbais, com algumas exceções importantes, funcionam como em português.
- Não há infinitivos pessoais
- Não há formas separadas para o imperativo afirmativo ("canta!"; "cantai!") e para o imperativo negativo ("não cantes!"; "não canteis!").
- Além do imperativo presente, há um imperativo passado raramente usado: fais-le ("fá-lo"); aie-le fait ("tenha-o feito", implicando um prazo para terminar a tarefa).
- Além do infinitivo presente, há um infinitivo passado: faire ("fazer"); avoir fait ("ter feito").
- Além do particípio passado (parlé, "falado"), há um particípio presente (parlant, "falante"). Como em português, o particípio passado pode ser usado na formação da voz passiva, de um tempo composto ou usado sozinho como um adjetivo. O particípio presente funciona como um adjetivo.
- Há um gérondif ("gerúndio"), formado pelo clítico en mais o particípio presente: en faisant significa "fazendo" ou "a fazer". Enquanto que em português o gerúndio pode transmitir a ideia de continuidade ("o bebê está chorando/a chorar") ou tomar a função de um advérbio ("ele morreu sorrindo/a sorrir"), em francês, somente esse segundo uso é possível.

## Verbos auxiliares
Em francês, todos os tempos compostos são formados através de um verbo auxiliar (ou être "ser/estar", ou avoir "haver"). A maioria dos verbos usa avoir como verbo auxiliar. As exceções são todos os verbos reflexivos e alguns verbos de movimento ou de mudança de estado, inclusive alguns dos verbos intransitivos mais comumente usados:
- aller — ir
- arriver — chegar
- décéder — falecer
- descendre¹ — descer
- devenir — tornar-se
- entrer¹ — entrar
- monter¹ — subir
- mourir — morrer
- naître — nascer
- partir — partir
- passer¹ — passar
- rester — ficar
- retourner¹ — retornar
- sortir¹ — sair
- tomber¹ — cair
- venir — vir

Os verbos derivados deles por prefixação podem continuar a usar être, mas esse não é sempre o caso. Por exemplo:
- (com être) 
  - derivados de venir: advenir, intervenir, parvenir, provenir, survenir
  - prefixo re-: redevenir, remonter¹, renaître, rentrer¹, ressortir¹, revenir etc.
- (com 'avoir')
  - derivados de venir: circonvenir, contrevenir, convenir, prévenir, subvenir
  - verbos transitivos: démonter, surmonter, dépasser, outrepasser, surpasser etc.

(Os verbos marcados com "¹" acima combinam com être quando usados intransitivamente, e com avoir quando transitivamente.)
Um pequeno número de verbos, inclusive alguns dos já mencionados acima, podem na verdade ser vistos com ambos os auxiliares (croître, monter, descendre, convenir, paraître, apparaître, trépasser). Pode haver uma sutil mudança de significado dependendo do auxiliar escolhido, e um auxiliar é normalmente considerado mais literário ou arcaico do que o outro.
A distinção entre os dois verbos auxiliares é importante para a formação correta dos tempos compostos e é essencial à concordância do particípio passado.

## Concordância do particípio passado
Em francês, usa-se o particípio passado de três maneiras: como um adjetivo, na construção do passivo e para formar os tempos compostos. Quando é usado como um adjetivo, seguem-se todas as regras normais de concordância para adjetivos. Em construções passivas, ele sempre concorda com o sujeito passivo.
Na formação dos tempos compostos, aplicam-se regras mais complicadas.
A. O verbo auxiliar é avoir.
1. Caso não haja objeto direto (o verbo é intransitivo) ou caso o objeto direto apareça após o particípio, o particípio não concorda (isto é, ele fica na forma padrão masculina singular).
  - (intransitivo) Elles ont dormi.
  - (objeto direto depois do verbo) Claire a vu deux baleines.
2. Caso haja um objeto direto e ele apareça antes do particípio, o particípio deve concordar com ele. Três casos:
  - (objeto direto é um pronome) Il y avait deux baleines. Claire les a vues.
  - (objeto direto no início de oração interrogativa) Quelles baleines Claire a-t-elle vues ?
  - (oração relativa introduzida por que) les deux baleines que Claire a vues

B. O verbo auxiliar é être e o verbo não é reflexivo. O particípio concorda com o sujeito: 
Elles sont arrivées
C. O verbo auxiliar é être e o verbo é reflexivo. As regras de concordância são na verdade as mesmas que para avoir em A. É importante lembrar que o pronome reflexivo corresponde, ou ao objeto direto, ou ao objeto indireto do verbo.
1. Não há objeto direto, ou o objeto direto aparece após o particípio passado → sem concordância. Nesses casos, o pronome reflexivo é o objeto indireto.
  - (sem objeto direto) Elles se sont succédé. Nous nous sommes parlé.
  - (objeto direto depois do verbo) Elles se sont posé des questions.
2. Há um objeto direto e ele aparece antes do particípio passado → o particípio concorda com o objeto direto.

Caso o pronome reflexivo seja o objeto indireto, há três casos, idênticos aos de A.2 acima.
  - (objeto direto é um pronome) J'ai fait une tarte. Les enfants se la sont partagée.
  - (objeto direto no início de oração interrogativa) Quelle tarte se sont-ils partagée ?
  - (oração relativa introduzida por que) la tarte que les enfants se sont partagée

Caso o pronome reflexivo seja ele mesmo o objeto direto, o particípio concorda com ele (e portanto com o sujeito). Isso também inclui verbos "inerentemente reflexivos", para os quais o pronome reflexivo não pode ser semanticamente interpretado como um objeto (direto ou indireto) do verbo.
  - (reflexivo comum) Elles se sont suivies. Nous nous sommes salués.
  - (inerentemente reflexivo) Ils se sont moqués de moi. Nous nous sommes souvenus de l'événement.

(exceção: Elles se sont ri du danger.)